# Schefflera angustifoliolata
Schefflera angustifoliolata är en araliaväxtart som beskrevs av Chun Nien Ho. Schefflera angustifoliolata ingår i släktet Schefflera och familjen araliaväxter. Inga underarter finns listade.